# Jatani
Jatani (o Jatni) è una suddivisione dell'India, classificata come municipality, di 54.550 abitanti, situata nel distretto di Khordha, nello stato federato dell'Orissa. In base al numero di abitanti la città rientra nella classe II (da 50.000 a 99.999 persone).

## Geografia fisica
La città è situata a 20° 10' 0 N e 85° 42' 0 E e ha un'altitudine di 35 m s.l.m..

## Società

### Evoluzione demografica
Al censimento del 2001 la popolazione di Jatani assommava a 54.550 persone, delle quali 28.218 maschi e 26.332 femmine. I bambini di età inferiore o uguale ai sei anni assommavano a 5.833, dei quali 3.062 maschi e 2.771 femmine. Infine, coloro che erano in grado di saper almeno leggere e scrivere erano 42.441, dei quali 23.483 maschi e 18.958 femmine.